# Gilboa (wzgórza)
Wzgórza Gilboa (hebr. הר הגלבוע, Har ha-Gilboa; arab. جبال فقوعة, Dżabal Faku’a; pol. Wzgórza tryskających źródeł) – pasmo górskie w północno-wschodniej części Samarii, położone w północnym Izraelu i północnej Autonomii Palestyńskiej.

## Geografia
Pasmo górskie Wzgórz Gilboa ma kształt łuku, który rozciąga się na długości około 18 km i szerokości 8 km z południowego wschodu na północny zachód. Jest to przedłużenie wyżyny Samarii w kierunku północno-wschodnim. Po stronie wschodniej Wzgórza Gilboa opadają 500 metrów do depresji Doliny Bet Sze’an, która jest częścią Doliny Jordanu. Po stronie północnej wzgórza górują nad Doliną Charod i łagodnie opadają w kierunku północno-zachodnim do Doliny Jezreel w Dolnej Galilei.
Góry składają się z 11 szczytów, z których najwyższym jest Har Malkiszua o wysokości 536 m n.p.m. W południowej części pasma znajdują się: Har Awner (499 m n.p.m.), Har Awinadaw (440 m n.p.m.), Matlul Awinadaw (383 m n.p.m.), Cukej Migda (200 m n.p.m.). W środkowej części są: Micpe Gilboa (500 m n.p.m.), Har Jicpor (475 m n.p.m.), Har Barkan (497 m n.p.m.), Har Achina’am (451 m n.p.m.) i Har Gefet (318 m n.p.m.). W północno-zachodniej części są: Har Lapidim (434 m n.p.m.), Har Sza’ul (302 m n.p.m.), Giwat Chochit (370 m n.p.m.), Har Giborim (400 m n.p.m.) i Ma’ale Nurit (131 m n.p.m.). Pasmo wzgórz kończą Tel Jizre’el (100 m n.p.m.) i Giwat Jizre’el (103 m n.p.m.). Nie jest to więc wysokie pasmo górskie i zwyczajowo jest nazywane wzgórzami Gilboa. Jednak ponieważ pasmo sąsiaduje z depresją Rowu Jordanu (w kierunku zachodnim przechodzi w Dolinę Bet Sze’an i Dolinę Charod), rzeczywista różnica wysokości między szczytami a najniższymi punktami dolin jest dużo wyższa, i dochodzi miejscami do 700-600 metrów. Zbocza północne i wschodnie są bardzo strome, natomiast łagodnie opadają w kierunku zachodnim, a po stronie południowej przechodzą w mocno pofałdowaną wyżynę. Przebiega tędy dział wód pomiędzy rzekami Kiszon a Jordanem. Ze zboczy górskich spływają liczne strumienie i potoki, które kształtują charakterystyczne wadi. Po stronie wschodniej są to wadi strumieni Bezek, Ner, Awner, Malchiszua, Awinadaw, Cwija, Jicpor i Gefet. Na północy spływają Jechonatan i Nurit. Po stronie zachodniej są Gilboa i Chochit. Większa część obszaru Wzgórz Gilboa znajduje się w klimacie śródziemnomorskim, ze średnią opadów na poziomie 450 mm deszczu rocznie.
Wzgórzami przebiega linia graniczna znana jako Zielona linia. Wzdłuż niej wybudowano mur bezpieczeństwa oddzielający terytorium Izraela od Autonomii Palestyńskiej. Po stronie izraelskiej leży wioska komunalna Gan Ner (wchodzi w skład Samorządu Regionu Ha-Gilboa), kibuce Ma’ale Gilboa i Meraw, oraz wioska terapeutyczna Malkiszua (wchodzą w skład Samorządu Regionu Emek ha-Majanot). Po stronie palestyńskiej jest miejscowość Deir Abu Daif, oraz wioski Arabbuna, Faku’a, Dajr Ghazala i Jalbun.

### Roślinność
Wzgórza są porośnięte przez duży kompleks leśny, w skład którego wchodzą sosny, szarańczyny i eukaliptusy. Znajduje się tutaj rzadkie stanowisko górskiego irysa haynei (hebr. אירוס הגלבוע, Irys ha-Gilboa). W okresie wiosny wzgórza odwiedzają liczni turyści, aby podziwiać jego purpurowe kwiaty. Dla ochrony środowiska naturalnego utworzono tutaj Rezerwat przyrody ha-Gilboa i Rezerwat przyrody Gilboa Mizrachi. Można tu spotkać pistacje, migdałowce i szałwię. W południowej części wzgórz rosną wilce purpurowe, złotogłowy, wilczomlecze, ślazy i dziewięćsiły. W południowej i południowo-zachodniej części podnóża wzgórz występuje roślinność przystosowana do warunków pustynnych. Są to np. zatrwiany, karczochy i inne. Wzgórza porastają także liczne kwiaty – irysy, farbowniki, narcyzy, cyklameny, miłki, zawilce, maki, jaskier i storczyki. Ze zwierząt można napotkać gazele Thomsona, borsuki, wilki, łasice, hieny pręgowane, lisy, góralki i szakale. Z ptaków są sokoły, jastrzębie, dropie, żołny i saxicola.

## Historia
Nazwa Wzgórz Gilboa występuje w Biblii. Górę Gilboa i całą okolicę otrzymało w dziale izraelskie pokolenie Menassesa. Jednak objęcie tych ziem w posiadanie było mocno kłopotliwe, ponieważ Kananejczycy byli w tym rejonie bardzo silni. W okresie sędziów, Gedeon na czele 300 Izraelczyków pokonał pod górą Gilboa armię 135 tys. Madianitów i Amalekitów. Gilboa była też milczącym świadkiem wydarzenia uznawanego za jedną z największych tragedii w dziejach Izraela. W bitwie pod Gilboa Filistyni pokonali izraelskiego króla Saula – poległ król Saul i jego trzej synowie. Przy okazji tego dramatycznego wydarzenia, góry Gilboa wspominał także późniejszy izraelski król Dawid. Wypowiedziane wówczas przez niego przekleństwo było uznawane za powód, wskutek którego Wzgórza Gilboa pozostawały przez długie wieki niezalesione.
W późniejszych wiekach w obrębie Wzgórz Gilboa znajdowało się około piętnastu arabskich wiosek. Współczesne osadnictwo żydowskie rozpoczęło się w latach 20. XX wieku, jednak większość zakładanych osad rolniczych znajdowało się w położonej poniżej Dolinie Charod. Podczas arabskiego powstania w Palestynie (1936–1939) Wzgórza Gilboa służyły jako baza wypadowa do ataków na położone niżej żydowskie osiedla. Tutejsze wioski służyły jako bazy arabskich powstańców. Podczas I wojny izraelsko-arabskiej w 1948 roku Izraelczycy wysiedlili i zniszczyli większość tutejszych arabskich wiosek, przejmując kontrolę nad północną częścią wzgórz. Przez kolejne lata wzgórza stanowiły granicę (tzw. Zielonej linii) między Izraelem, a okupowanym przez Jordanię terytorium Samarii. Podczas wojny sześciodniowej w 1967 roku Izraelczycy zajęli całość Wzgórz Gilboa. Państwo Izrael przeprowadziło dużą akcję zalesiania wzgórz. Ortodoksyjni Żydzi założyli tutaj dwa kibuce: Ma’ale Gilboa oraz Meiraw (druga nazwa jest zapożyczeniem z Biblii, Merab była jedną z córek izraelskiego króla Saula – por. 2 Sm 21,8). Planowano założenie kolejnej kolonii, która miała nazywać się Mikal, w nawiązaniu do imienia kolejnej córki króla Saula (por. 2 Sm 3,14). Z planów zrezygnowano po gwałtownym sprzeciwie ekologów, którzy uważali, iż nowa osada przyczyni się do zniszczenia naturalnego piękna Wzgórz Gilboa. W wyniku Porozumienia z Oslo w 1993 roku utworzono Autonomię Palestyńską i Wzgórza Gilboa zaczęły ponownie pełnić funkcję wzgórz granicznych. Ze względów bezpieczeństwa w 2002 roku wybudowano mur bezpieczeństwa, oddzielający Izrael od terytoriów Autonomii Palestyńskiej.

## Turystyka
Po stronie izraelskiej przez całą długość Wzgórz Gilboa przebiega droga nr 667. Jest to malownicza trasa, często wykorzystywana przez turystów. W okolicy poprowadzono kilka szlaków turystycznych. Ze względu na bliskość granicy należy zawsze podporządkowywać się do zaleceń sił bezpieczeństwa. Tutejsze środowisko naturalne chronią Rezerwat przyrody ha-Gilboa i Rezerwat przyrody Gilboa Mizrachi. U podnóża wzgórz znajduje się Park Narodowy Majan Charod.

## Transport
Przez Wzgórza Gilboa z północnego zachodu na południowy wschód przebiega droga nr 667. Jadąc nią na północny zachód dociera się do skrzyżowania z drogą nr 675, która łączy drogę nr 60 z drogą nr 71. W środkowej części wzgórz, w pobliżu kibucu Maale Gilboa, od drogi nr 667 schodzi do Doliny Charod droga nr 6666, którą dojeżdża się do skrzyżowania z drogą nr 669 między kibucami Bet Alfa i Nir Dawid. Na południowym wschodzie droga nr 667 zjeżdża do Doliny Bet Sze’an i dociera do drogi nr 90.